# Smulsmurf
Smulsmurf (Frans: Schtroumpf Gourmand) is een van de vaste personages uit het universum van de Smurfen, bedacht door de Belgische striptekenaar Peyo. Hij komt zowel voor in de oorspronkelijke stripserie van Peyo als in de hierop gebaseerde tekenfilms.

## Verhaallijnen
Smulsmurf is een Smurf die hoofdzakelijk leeft met als doel lekker te kunnen eten. Hij steelt vaak stiekem het eten dat de Koksmurf net heeft klaargemaakt. De twee Smurfen hebben dan ook vaak ruzie, waarbij Koksmurf Smulsmurf bijvoorbeeld met een deegroller achternazit.

### Verschillen tussen strips en tekenfilms
In de oorspronkelijke stripreeks is Smulsmurf normaal gekleed, dus met een witte broek en muts. 
In de tekenfilmserie vormt Smulsmurf samen met Koksmurf één personage met de naam Smulsmurf. Hij heeft hier de kleren van Koksmurf en is tegelijk even gulzig als Smulsmurf. Hij is ook egoïstisch; zo maakt hij bijvoorbeeld gebakjes en eet die daarna zelf op, in plaats van ze met de andere Smurfen te delen.

## Stem
In de Nederlandse vertaling van de televisieserie werd de stem van Smulsmurf vanaf de eerste uitzending in oktober 1982 ingesproken door Ger Smit, daarna door Ruud Drupsteen. Willie Wartaal sprak Smulsmurf in voor de film De Smurfen uit 2011 en Fernando Halman deed dit voor de film De Smurfen 2 uit 2013.
De originele Engelstalige stem van Smulsmurf werd onder andere ingesproken door Hamilton Camp (televisieserie De Smurfen), Kenan Thompson (De Smurfen uit 2011, en De Smurfen 2 uit 2013) en Gunnar Bergmann met Isle La Monaca (3D-televisieserie De Smurfen).

## In andere talen
- Engels: Greedy Smurf (Gulzige Smurf)
- Frans: Schtroumpf Gourmand
- Duits: Torti Schlumpf
- Italiaans: Golosone (Gulzige Smurf)
- Spaans: Pitufo Goloso